# Wish (empresa)
Evolução dos logos da Wish
Wish é uma plataforma de comércio eletrônico que facilita as transações entre vendedores e compradores. A Wish foi fundada em 2010 por Piotr Szulczewski (CEO) e Danny Zhang (ex-CTO).
Wish é operado pela ContextLogic Inc. em São Francisco, Estados Unidos. A plataforma emprega tecnologias de navegação que personalizam as compras visualmente para cada cliente, ao invés de contar com um formato de barra de pesquisa. Ele permite que os vendedores listem seus produtos no Wish e vendam diretamente aos consumidores. A Wish trabalha com provedores de serviços de pagamento para lidar com os pagamentos e não estoca os produtos nem gerencia devoluções.

## História
A Wish foi fundada por Piotr Szulczewski, um ex-engenheiro do Google, como uma empresa de software chamada ContextLogic. Em setembro de 2010, a ContextLogic recebeu US $ 1,7 milhão em investimentos e envolveu o CEO da Yelp, Jeremy Stoppelman.
Em maio de 2011, Szulczewski convidou seu amigo de faculdade Danny Zhang par relançar a empresa como Wish. Ele foi criado como um aplicativo que permitia aos compradores criar listas de desejos de seus produtos favoritos antes de combiná-los com os comerciantes. Eles também obtiveram receita com um modelo de pagamento por clique anunciando no Facebook.
Em 2013, Szulczewski se reuniu com Hans Tung, um investidor da GGV Capital em Menlo Park, Califórnia, e observou que um grande número de vendas vinha da Flórida, Texas e do meio-oeste, em vez de Nova York ou Califórnia. Wish tornou-se um site de comércio eletrônico depois de pedir aos comerciantes para hospedar seus produtos diretamente no aplicativo Wish, com o Wish pegando uma parte de cada venda.
Em 2017, o Wish foi o aplicativo de e-commerce mais baixado dos Estados Unidos. Ele assinou uma parceria de vários anos com a NBA Los Angeles Lakers. Wish conduziu uma campanha na Copa do Mundo em 2018, que contou com Neymar, Paul Pogba, Tim Howard, Gareth Bale, Robin van Persie, Claudio Bravo e Gianluigi Buffon.
Em 2018, Wish foi o aplicativo de comércio eletrônico mais baixado em todo o mundo. A empresa dobrou sua receita para US $ 1,9 bilhão.
Em 2019, Wish era o terceiro maior mercado de comércio eletrônico dos Estados Unidos em vendas. Em agosto de 2019, a Wish recebeu uma rodada de financiamento da Série H, liderada pela firma de ações General Atlantic, elevando os ativos da empresa para US $ 11,2 bilhões. JD.com é um investidor da Wish.

## Serviços
Mais de 1 milhão de comerciantes listam seus produtos na plataforma da Wish para vendê-los diretamente aos consumidores, eliminando taxas de distribuição de baixo preço. A maior parte da mercadoria disponível por meio do aplicativo vem da China e de outros distribuidores estrangeiros. Os produtos são geralmente itens menores que são mais baratos de enviar, com a ajuda de um acordo entre a China Post e o Serviço Postal dos Estados Unidos que reduz os custos de envio de mercadorias com peso inferior a 2kg. A Wish oferece frete expresso em 5 dias, ou 6-8 dias em alguns casos, bem como o envio padrão que leva de 2 a 3 semanas, para clientes que priorizam a economia sobre a velocidade de entrega.
O jogo estilo "Roda da Fortuna" da Wish, Blitz Buy, integra uma camada de gamificação para oferecer aos consumidores descontos adicionais nos itens mais vendidos. O aplicativo Wish está disponível para download no iOS e Android.

## Crítica
Wish foi criticado por listar produtos de baixa qualidade ou falsificados, uma preocupação comum entre os principais sites de comércio eletrônico que apresentam vendedores independentes. Os clientes reclamaram da falta de comunicação dos vendedores e da qualidade. Como resultado, Szulczewski contratou Connie Chang do Facebook para organizar uma comunidade de certa de 10.000 usuários do Wish para expor revendedores insatisfatórios em troca de produtos grátis e descontos.
É possível comprar itens da Wish que não são legais no país do comprador. Em janeiro de 2020, um homem de Nelson, Reino Unido foi condenado a 11 meses de prisão por comprar uma arma de choque via Wish.